# Idenao
Idenao är en ort i Kamerun.   Den ligger i regionen Sydvästra regionen, i den sydvästra delen av landet, 280 km väster om huvudstaden Yaoundé. Idenao ligger 80 meter över havet och antalet invånare är 17 800.
Terrängen runt Idenao är varierad. Havet är nära Idenao åt sydväst. Trakten runt Idenao är ganska tätbefolkad, med 160 invånare per kvadratkilometer. Det finns inga andra samhällen i närheten. I omgivningarna runt Idenao växer i huvudsak städsegrön lövskog.